# Краснотал (Курганская область)
Краснотал — деревня в Макушинском районе Курганской области. Входит в состав Обутковского сельсовета.

## История
Возникла как Моршихинское отделение Макушинского зерносовхоза.

## Население
| 1989 | 2002 | 2010 |
| ---- | ---- | ---- |
| 88   | ↗109 | ↘29  |

Национальный состав
Согласно результатам Всероссийской переписи населения 2002 года, в национальной структуре населения русские составляли 50 %, казахи — 49 %.